# Lilltjärnen (Ramsele socken, Ångermanland, 704759-151784)
Lilltjärnen är en sjö i Sollefteå kommun i Ångermanland och ingår i Ångermanälvens huvudavrinningsområde.